# Église Saint-Félix de Sigean
 (novembre 2023).

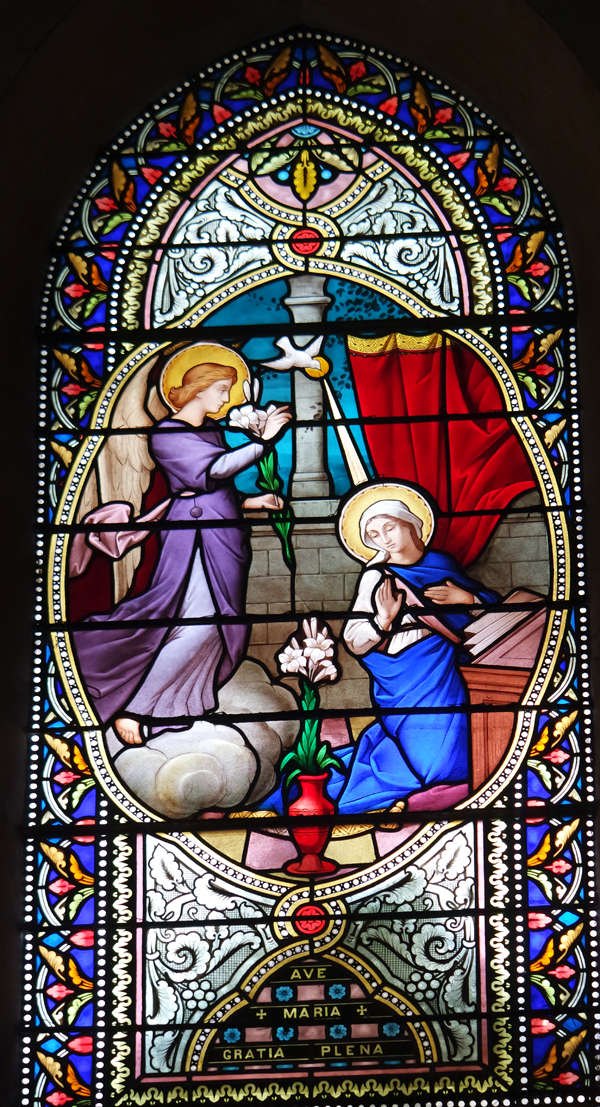
Vitrail de l'Annonciation

L'église Saint-Félix de Sigean, est dédiée au saint patron Félix de Gérone (San Feliu en catalan), mort en martyr en 304 dans cette même ville de Gérone est l'un des joyaux de l'art de l'histoire et de l'architecture de Sigean tant par son caractère unique que par les diverses œuvres et reliques qu'elle contient.
Elle s'inscrit dans le cadre catholique français et est rattachée à la paroisse Saint-Pierre et Saint-Paul des Étangs, elle-même rattachée au diocèse de Carcassonne et Narbonne.  Le saint patron de l'église est célébré chaque 1er août par une procession dans la ville, assurée par les membres de l'Association des Amis de Saint-Félix de Sigean, suivie d'une célébration dans l'église présidée par le curé de paroisse.

## Une construction complexe de l'église
Même si le chantier eu différents retards liés à la guerre franco-espagnole qui ne prit fin qu'en 1659, à un manque d'argent ou encore à des malfaçons structurelles, le chantier pris fin en 1671. Malgré cela, les travaux reprirent en 1654. En 1658, la voûte du chœur et le mur donnant sur l'esplanade se sont écroulés. Les travaux ont été arrêtés entre 1659 et 1665. Repris en 1665, ils ont été continués par Pascal, de Marseille. La consécration de l'église Saint-Félix de Sigean fut faite par Monsieur Dagen, grand  vicaire  général de Narbonne, Monseigneur François Fouquet, l'archevêque de Narbonne étant absent, assisté de Monsieur Candelou, procureur fiscal, Monsieur Pierre Alaric étant recteur.
Sigean disposait déjà depuis le Moyen Âge d’une église hors les murs, dédiée à saint Félix de Gérone. Selon les spécialistes sa construction remonterait au XIIIe siècle. Elle est nommée sous le vocable de Saint-Félix au XIIIe siècle. Sigean aurait vainement réclamé à plusieurs reprises d’être pourvu d’un sanctuaire moins éloigné du centre du bourg. Le 27 novembre 1644, lors d’un conseil général, la Communauté prétextant d’un vol sacrilège commis contre leur sanctuaire extra-muros, obtint gain de cause de la part de leur Seigneur, Claude de Rebé, archevêque de Narbonne. Le prélat ayant choisi l’emplacement de la nouvelle église, en partie sur le rempart Ouest, et sur sept maisonnettes de la vieille ville, promit à la communauté de participer aux frais de façon substantielle. Le recteur en titre. M. Amaury, fit de même mais en se gardant bien d’avancer une somme précise.

### Première période 1647–1659
Ce fut sous l’œil de Jean Blanc, vicaire desservant de Sigean, qu'eut lieu la pose de la première pierre le 16 octobre 1647. En grande majorité, les pierres furent tirées des carrières de Portel, moyennant un droit acquitté au Seigneur du lieu. Lors des travaux de finition, en particulier pour les escaliers du parvis, une autre variété de pierre plus dure fut extraite à Sigean même : «montée de guerre», lieu-dit des « trois moulins », etc. Les moellons récupérés de la partie démolie du rempart durent être employées pour les fondations de la nouvelle église. Pour le marbre, des carrières de marbre rouge de Caunes-Minervois (du XIXe). Le chantier connut différents retards imputables à plusieurs causes. D'abord un épisode de la guerre franco-espagnole qui ne prit fin qu'en 1659. En vain les Sigeanais avaient prié leur Seigneur d’attendre la fin d’une guerre, qui les appauvrissait à plusieurs titres, pour poursuivre cette construction. Par ailleurs le prélat avait imposé à la Communauté des maîtres d’œuvre montpelliérains de son choix ; l’un d’eux au moins était un escroc. Plus les imprévus ralentirent l’avancée des travaux et plus Claude De Rebé se montrait impatient de consacrer «sa» nouvelle église de Sigean. Les entrepreneurs indélicats surent exploiter l’état d’esprit du prélat ; il leur suffisait de prétendre que tel retard était dû à la lenteur avec laquelle Sigean leur versait les avances exigées pour obtenir le résultat escompté. L’archevêque ordonnait alors aux autorités sigeanaises de contracter de nouveaux emprunts ; quand aucun prêteur honnête ne voulut faire d’avance à Sigean, il fallut recourir aux usuriers. Une malfaçon notoire concernant le chœur fut dénoncée fin 1655 ; cependant le  prélat soutint continuellement contre Sigean, le parti de ses maîtres d’œuvre, qui lui faisaient miroiter l’achèvement prochain des travaux. En novembre 1658, alors que l’un des entrepreneurs était poursuivi pour ses escroqueries, l’une des deux voûtes du chœur de l’église s’écroula avec le « coing des murailles maîtresses ». Les travaux furent arrêtés de 1659 à septembre 1664.

### Achèvement 1664–1671
Après quelques années de stagnation certains membres éminents de la Communauté sigeanaise parvinrent à persuader les autres membres du Conseil qu’on ne pouvait laisser à l’abandon le chantier de la nouvelle église qui avait tant coûté à leurs pères. Il se peut que le fait qu’eux-mêmes soient astreints à payer les intérêts exorbitants que les multiples emprunts avaient générés, ait amené les Sigeanais à faire achever l’église intra-muros. Cette fois le chantier fut confié à un ingénieur honnête et compétent, M. Pascal. Ce Marseillais était en train d’assécher l’étang qui deviendra le domaine de Sainte-Croix. Non seulement il lui incomba de corriger certaines malfaçons de ses prédécesseurs, mais il le fit malgré le peu de moyens de la Communauté. Les procès que Sigean intenta aux héritiers de Claude de Rebé et au « théologat » M. Amaury, qui leur avait jadis promis des subsides, ne leur procura aucune compensation. Quant au nouvel archevêque, François de Fouquet, s’il avait émis le vœu que la nouvelle église soit terminée, il délégua à son Vicaire Général et à des laïcs de haut rang la supervision de l’avancement des travaux. Pour sa part il apparaît qu’il joua de son statut de Président des États du Languedoc pour faire obtenir à Sigean quelque fonds ; il s’agissait essentiellement des sommes compensatoires dues aux paroisses ayant servi d’étapes à des gens de guerre. À plusieurs reprises, les États du Languedoc, bien que Sigean ait fourni les justificatifs adéquats, s’étaient dispensé de régler ce défraiement ou l’avait fortement minoré.
« Sigean, le 8 juin 1670, Dimanche de l’Octave du St Sacrement de l’Autel ; en l’absence de Monseigneur l’Archevêque de Narbonne, François De Fouquet, M. D'Agen son Grand Vicaire, a procédé à la bénédiction de la nouvelle église construite sur la place & dédiée à St Félix martyr, et il l’a érigée en paroisse ; il fut assisté de M. Candelou, procureur fiscal, de M. François Augustin archiprêtre de Roquefort, de M. Pierre Jacques recteur de La Palme et de moi (Pierre Alaric/Gouges) Recteur de Sigean soussigné et de mes prêtres (deux vicaires « étrangers » et le purgatorier). Le Très Saint Sacrement, les reliques et autres choses précieuses, y ont été transportées en procession, de la vieille église (St Félix extra-muros) ; M. D'Agen nous a offert en outre une côte de st Prosper, martyr, qui sera mise dans un reliquaire et exposée à la dévotion du public. Dorénavant il faudra considérer que l’église paroissiale de Sigean est celle-ci et non plus l’église champêtre. « En memoire de quoy » signé Alaric Recteur. [extrait des délibérations du Conseil de Sigean].
Monsieur Pierre Alaric, d’une très ancienne famille sigeanaise, recteur de la paroisse depuis 1661 fut donc le premier à exercer son ministère dans la nouvelle église, avant son achèvement en 1671. Peut-être du fait que plusieurs prêtres et des membres des familles de notables avaient été ensevelis dans Saint Félix du Calvaire, l’ancienne église ne fut livrée à la démolition qu’en 1740 ; le chantier devait probablement inclure le clocher attenant, comme l’église, au mur du cimetière et situé à l’Est et un ancien petit sanctuaire dédié à Saint Martin, contiguë au porche de Saint-Félix, côté rue Saint-Martin. Ce ne fut qu’en 1874 que fut édifié sur cet emplacement un Chemin de Croix, situé dans l'actuel Calvaire (direction Portel-des-Corbières).

### La Révolution française dévastatrice pour l’Église
Atteignant jusqu'au bourg de Sigean, les réactions anticléricales et destructrices de la Révolution française ne manquèrent pas de toucher gravement l'église qui comme partout en France subit de graves réquisitions et/ou actes de destructions ce qui eut pour effet la destruction ou la perte d'une partie non négligeable du patrimoine de l'église que les paroissiens avaient obtenue par leur travail ou leur or. En effet, c'est à cette période et sous l’influence de « l'ancien moine Compta » (non sourcable –cf. Émile Maltret) que la plupart des boiseries, meubles et ornements liturgiques furent tout simplement brûlés. Sans oublier l'argenterie ainsi que d'autres objets de valeur  qui disparurent à jamais. Les premières cloches de l’église connurent le même triste sort puisqu'elles disparurent également à cette période. Le maître-autel fut détruit pour faire place à une grande porte permettant la circulation de charrettes ; ce n'est qu'en 1836 qu'un second maître-autel fut construit en marbre rouge de Caunes. Par la suite l'édifice fut dépossédé de son caractère sacré et ainsi fut dérobé à la foi des paroissiens puisqu'il servit successivement de Temple de la Raison, d’hôpital puis de prison et enfin de « magasin à fourrages ». Ce n'est qu’au milieu du XIXe siècle, après les guerres napoléoniennes que l'édifice put enfin retrouver son caractère sacré et à nouveau accueillir des célébrations catholiques.  Entre-temps et comme tous les édifices religieux de Sigean, elle servit d’hôpital militaire.

### Le cas particulier du clocher
À l'origine, aucun clocher n'était prévu pour l'église, celui qui est aujourd'hui présent est assez récent puisque datant du XIXe siècle. Son accès a d’ailleurs été modifié et de nombreux travaux de consolidations y ont été effectués au cours de la seconde moitié du XXe siècle. C'est ce même clocher qui sert encore parfois d'emblème à la ville.
Le premier clocher de XIIIe siècle était en réalité une tour de garde du rempart (type beffroi) qui, munie de cloches, remplissait le rôle du clocher. Cet ouvrage militaire servait également pour les offices et les heures liturgiques (l'horloge n’apparaîtra que bien plus tard vers la fin du XVIIe). Le mécanisme des cloches de cet ancien beffroi fut en partie récupéré sur l’ancien clocher de ce qui est aujourd’hui le calvaire. M. Pascal dut corriger à cet effet les malfaçons de ces prédécesseurs en agrandissant le haut du beffroi afin d’y faire rentrer les pièces récupérées.
Même s'il n’existe plus aujourd'hui, ce clocher originel, intégré aux remparts, fut militarisé sous l'impulsion de l’archevêque de Narbonne de 1375 à 1391, Jean-Roger de Beaufort qui eut à cœur de construire les fortifications de l’agglomération. Par ailleurs, les armoiries de ce dernier figurèrent un temps sur les murs constituant le clocher, elles ont depuis disparu.

### L'église à l'époque moderne
Au XXe siècle et début du XXIe siècle, le lieu de culte connu moult changements et adaptations à l'ère moderne ainsi que quelques restaurations. 
En effet, en 1982, la commission d’art sacré du diocèse réunie en date du  17 décembre 1968 décida d'initier, avec l'appui de l'Abbé de l'époque, Charles Manenti (1909-1950-2009), une vaste campagne de restauration et d'aménagement de l'intérieur de l'église. C'est à la suite des conclusions de cette commission que l'édifice connu ses couleurs actuelles de beige pour les piliers et la voûte, rose pour les murs et bleu pour le chœur. Les chapelles ont également été restaurées entre 1983 et 1990. À cette occasion, l'on profita des travaux pour prévenir l'effondrement de l'église lié au rapprochement des deux murs composant la nef par une large tige en métal reliée aux deux piliers de l'église situés vers le chœur.
En 2004, le chœur fut grandement modifié. Initialement délimité par des barrières en fer forgé peintes de noir, on les retira partiellement pour créer un nouvel autel en bois recouvert de ces mêmes barrières. L'autel qui surplombe désormais l'assemblée puisqu'il se trouve au sommet de nouveau sol surélevé et composé de bois recouvert de linoléum bleu foncé et bleu clair. De la même façon, l'on créa un ambon ainsi qu'un pupitre pour la présidence. Le chœur moderne, conforme à la nouvelle liturgie du concile de Vatican II, forme un ensemble homogène mais hétéroclite par rapport au reste de l'édifice mais sans que cela ne choque l'atmosphère du lieu.  
Courant décembre 2009, avec l'aide de la municipalité de Sigean, de l'Association des Amis de Saint Félix de Sigean et sous l'impulsion de l'abbé Luc Caraguel, l'église a connu d'importants aménagements principalement électriques avec l'installation d'un éclairage à diodes électroluminescentes de couleur ou encore la mise en place de prises de terre conformément aux normes en vigueur. En 2009, à la mort de feu le père Manenti, une plaque commémorative en marbre fut placée à l'entrée principale de l'église renommant ainsi le parvis de l'église, parvis Manenti.
En 2014, sous l'impulsion de la municipalité et de l'« Association des Amis de saint Félix », l'ancien tambour d'entrée en bois côté parvis fut remplacée par un tambour aux dimensions similaires mais est désormais constitué de verre et d'une armature en aluminium. Puis, en 2015, une partie de la toiture de l'église fut restaurée par la municipalité afin de prévenir la destruction des chapelles qui, avec les affres du temps de la météorologie et de la remontée d'humidité par capillarité, s'étaient grandement détériorées puisque trois des chapelles durent subir des consolidations supplémentaires. La même année l'ancien système de chauffage à gaz (gourmand en énergie, polluant et salissant) fut remplacé par un système électrique. En 2016, la municipalité a entrepris de nouveaux travaux d'embellissement de la ville. Le parvis de l'église a bénéficié de ce changement puisqu'il en 2017-2018 (d'octobre 2017 à juin 2018) le parvis Abbé Charles Manenti fut entièrement refait par la Municipalité. Le parking fut donc supprimé et l'accès au parvis bloqué à tous véhicules (même si des bornes amovibles autorisent le passage de véhicules spéciaux, notamment pour les funérailles).

## Description de l'édifice

### Superficie et architecture

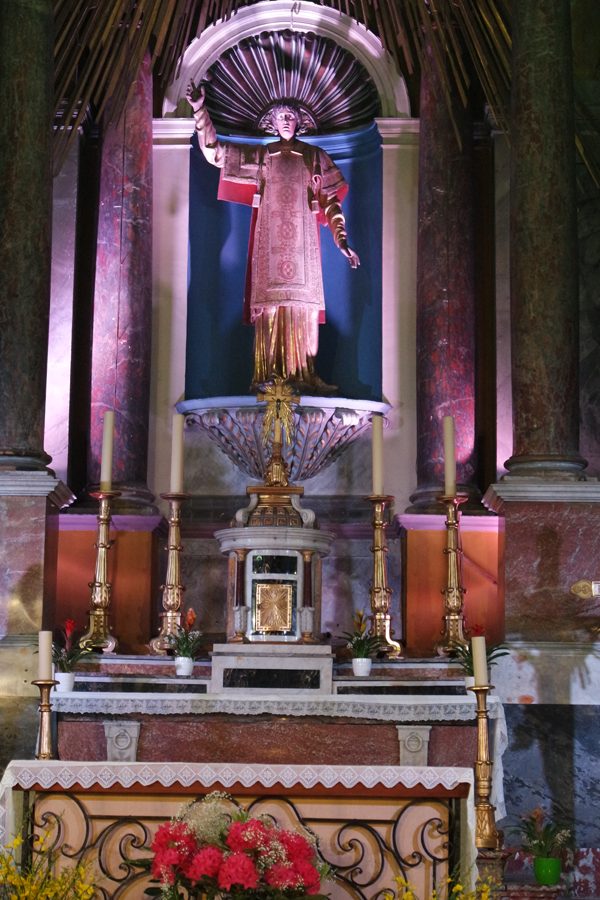
Statue de saint Félix

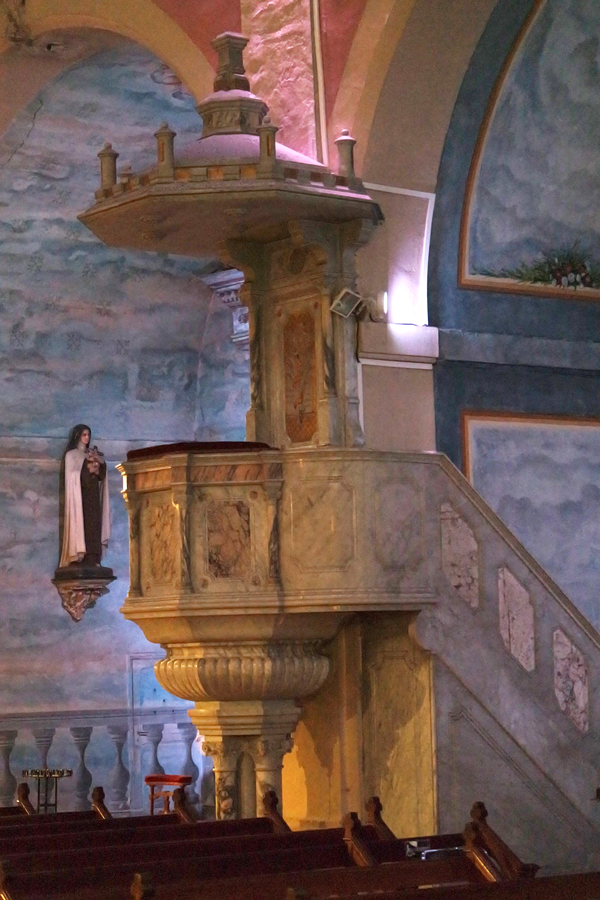
Chaire de l'église en marbre

D’après les notes de l'abbé Jean Maury datées de 1878, la longueur est de : 42,65 m, la largeur est :  11,65 m, la hauteur sous clef de voûte correspond est de: 17,55 m. L'église en elle-même (donc sans le clocher et le parvis) occupe au sol une superficie de 1 110 m2. L'église comporte neuf chapelles dans la nef, deux sacristies dans le chœur, une sacristie technique à gauche et une pour les prêtres à droite, une réserve et un escalier en pierre calcaire en colimaçon (au fond de l'église côté gauche) qui forme un accès à l’orgue ainsi qu'a deux pièces désaffectées.
La voûte projetée en 1857 a été réalisée vers 1864. Elle comporte six clefs sculptées et peintes avec sujets, œuvre de Jean Firmin, entrepreneur à Narbonne. La chaire se trouvant à gauche a été placée en 1917, elle est en marbre d’Italie blanc sortie des ateliers de M. Barrau, marbrier à Toulouse. Un grand Christ se trouve sur le côté droit . Un Chemin de Croix représenté par des panneaux de bois sculptés et accrochés à mi-hauteur de chapelle a été inauguré le 16 avril 1916. C'est Duplan-Martin qui en 1864  fournit les quatre statues (blanches aujourd'hui) des évangélistes Jean, Luc, Matthieu et Marc. Il existe dans l’église, plusieurs statues qui ont été comprises dans l’inventaire des biens dépendant de la Fabrique paroissiale de Sigean, dressé entre le 29 janvier et le 3 février 1906 et dont plusieurs ont été revendiquées par des particuliers ou des confréries pour être sauvegardés. Il y a des tableaux anciens dont un signé « Barathier » (1819) et un autre « Gamelin Fils ». Un vitrail représentant le Christ vêtu de rouge fut placé après la première guerre mondiale par les soldats sigeanais survivants en remerciement au Seigneur pour leur survie dans l'enfer des tranchées, l'on peut y lire l'inscription suivante : « Au Cœur Sacré de Jésus, Sigean reconnaissant 1918 ».
Le maître-autel ainsi que son retable en bois comportant les colonnes en marbre les nuages les rayons, etc., furent classés Monuments historiques le 15 novembre 1995 par les Monuments de France et apparaît dans la Base Palissy;

### Les chapelles
Les neuf chapelles sont ornées de divers statues, fresques et tableaux de maître (faits par Barathier en 1819) représentant des saints ou des scènes bibliques.
Les neuf chapelles s'organisent comme suit :
À droite :
- la chapelle des marins, dédiée à saint Pierre (statue donnée en 1864) et où se trouvent une statue de Saint Joseph et une statue de saint Paul.
- la chapelle des jardiniers dédiée à saint Roch où se trouvent sainte Cécile  et saint Vincent[Lequel ?].
- la chapelle du Sacré-Cœur où existe un autel  franciscain, en marbre, qui proviendrait de la chapelle des Capucins (1792)
- la chapelle de saint Éloi, dite des laboureurs où se trouvent une statue de sainte Germaine de Pibrac, Sainte Thérèse de l’Enfant de Jésus et saint Antoine de Padoue.

À gauche :
- la chapelle de la Vierge , éclairée par un vitrail représentant l’Annonciation , équipée d'une porte et d'une rampe d’accès pour handicapés en 2014.
- la chapelle sainte Anne (ornée d'un autel venant de la chapelle des Pénitents à Sigean) ou se trouvent les statues de sainte Rose de Lima, sainte Eugénie et sainte Philomène ;
- la chapelle des Âmes du Purgatoire, l’autel est surmonté d’une « Vierge des Sept douleurs ». Repeinte dans un style empire avec l'idée de proposer un espace propice à la prière en mémoire des défunts
- la chapelle de saint Sébastien où se trouvent une statue de sainte Jeanne d'Arc et celle de saint Henri[Lequel ?] en souvenir d’Henri Dat tué lors de la guerre de 1870.
- les fonts baptismaux, avec un bénitier qui proviendrait de la chapelle des Pénitents (1605) et qui repose sur un chapiteau renversé du XIIIe siècle, le tour en marbre.

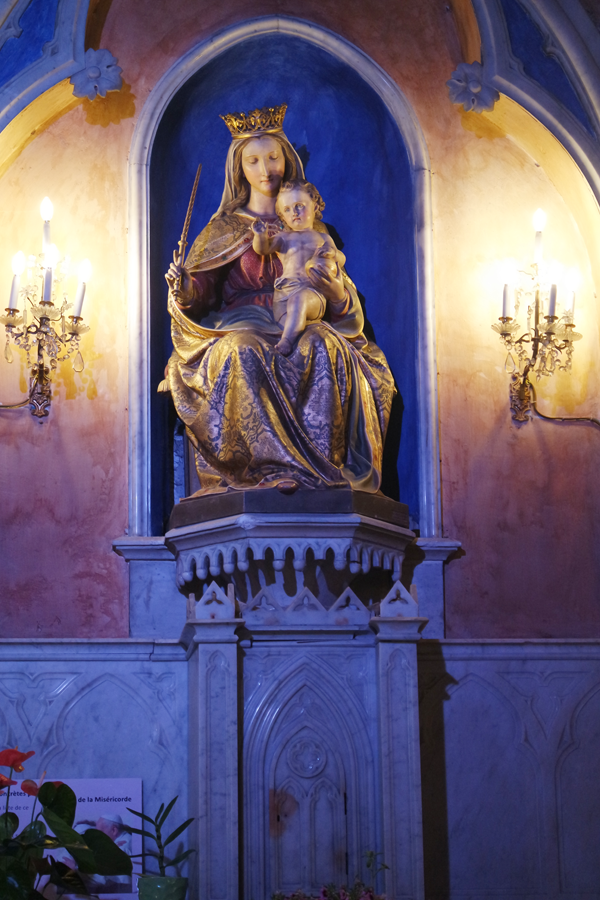
Statue de la Vierge
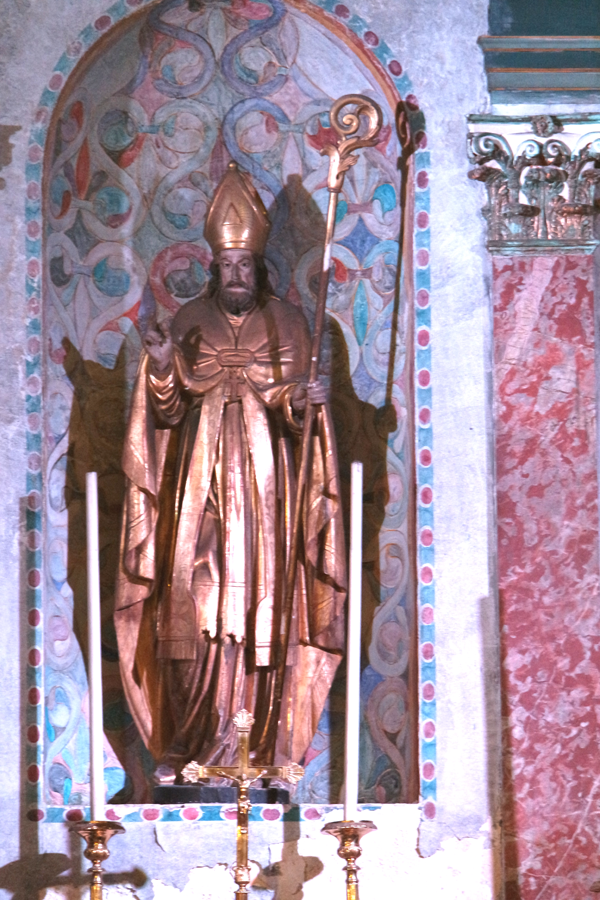
Statue de saint Éloi
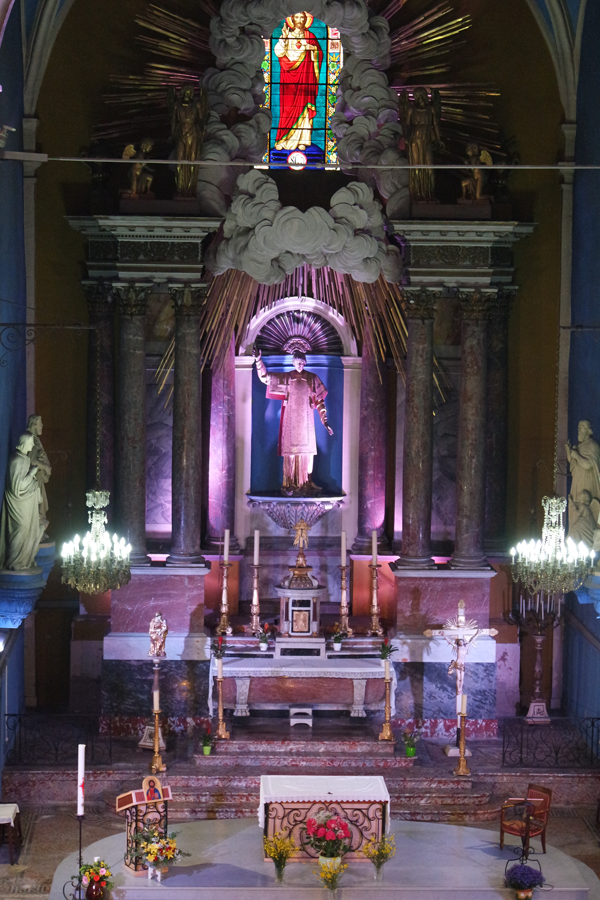
Chœur

### L'orgue

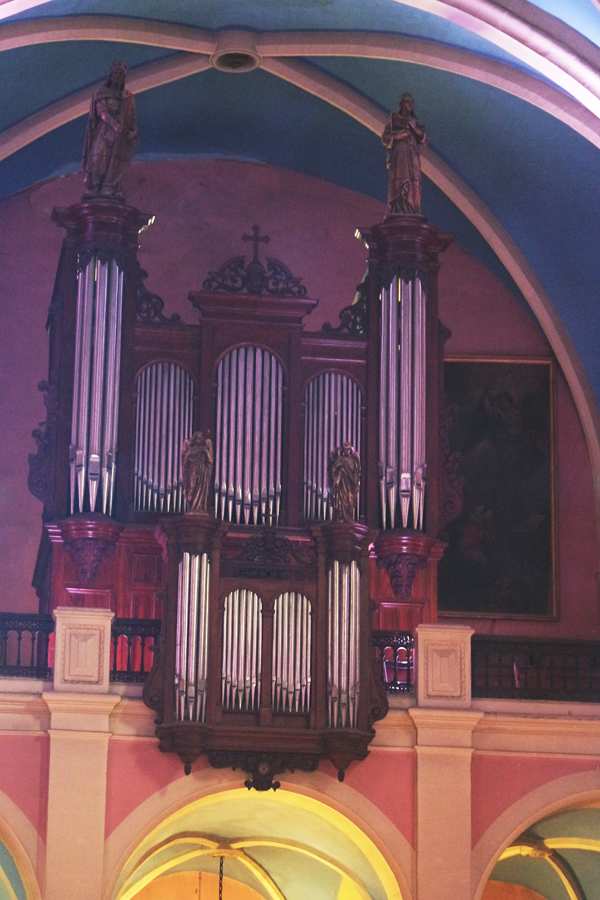
Grand orgue

L'actuel orgue qui orne l'étage supérieur de l'église (côté porte principale) date de 1879 (commandée en 1875), il fut bâti par Baptiste Puget (fils du créateur de la manufacture d'orgue Puget, Théodore Puget, 1799-1883). Quelques années auparavant, en 1875, l'église vendit son orgue originel; il existe toujours mais il se trouve actuellement à l’église de Peyriac-de-Mer.
L'orgue de Sigean comporte 23 jeux dans un buffet en chêne verni de tendance classique. Il est constitué d’une façade à 2 tourelles extérieures de 5 tuyaux et 2 plates-faces centrale de 7 tuyaux chacune. Les tuyaux sont tous en étain. Le grand corps est constitué de deux tourelles extérieures de 5 tuyaux chacune et de 3 plates-faces centrales de 11-9-11 tuyaux chacune. Les tuyaux des plates-faces sont à écusson imprimé à la lèvre supérieure, à écusson relevé en dessous. Deux statues ornent le sommet des grandes tourelles : David à gauche et sainte Cécile à droite. Il a été relevé par Monsieur Costa en 1967. La partie instrumentale de l'orgue est classée (donc pas le buffet), il y a également des tuyaux en bois
Il fut classé Monuments historiques le 4 décembre 1989 par les Monuments de France et apparaît dans la Base Palissy.
Depuis juin 2007 il fait partie d'un cycle régional de concerts d'orgue.

### Les cloches
Elles sont au nombre de quatre et sont de dates différentes car ayant été chacune à leur tour refondue.
La cloche no 1, qui est la plus imposante, a été refondue au début du siècle à la suite d’une fêlure provoquée par des coups de marteaux assénés durant les manifestations viticoles de 1908. La première fonte date de 1415.